# ウェンブリー・パーク駅
ウェンブリー・パーク駅（ウェンブリー・パークえき、英語: Wembley Park tube station）はロンドン北西部のウェンブリー・パークにあるロンドン地下鉄の鉄道駅である。ジュビリー線とメトロポリタン線が乗り入れ、トラベルカード・ゾーン4に含まれている。ブリッジ・ロード（A4089）に位置し、ウェンブリー・スタジアムとウェンブリー・アリーナの最寄り駅である。当駅において、メトロポリタン線とスタンモア行きのジュビリー線に分岐している。当駅で分岐するスタンモア行きのジュビリー線は、以前はメトロポリタン鉄道の支線であり、その後ベーカールー線に引き継がれ、今ではジュビリー線の一部になっている。

## 歴史

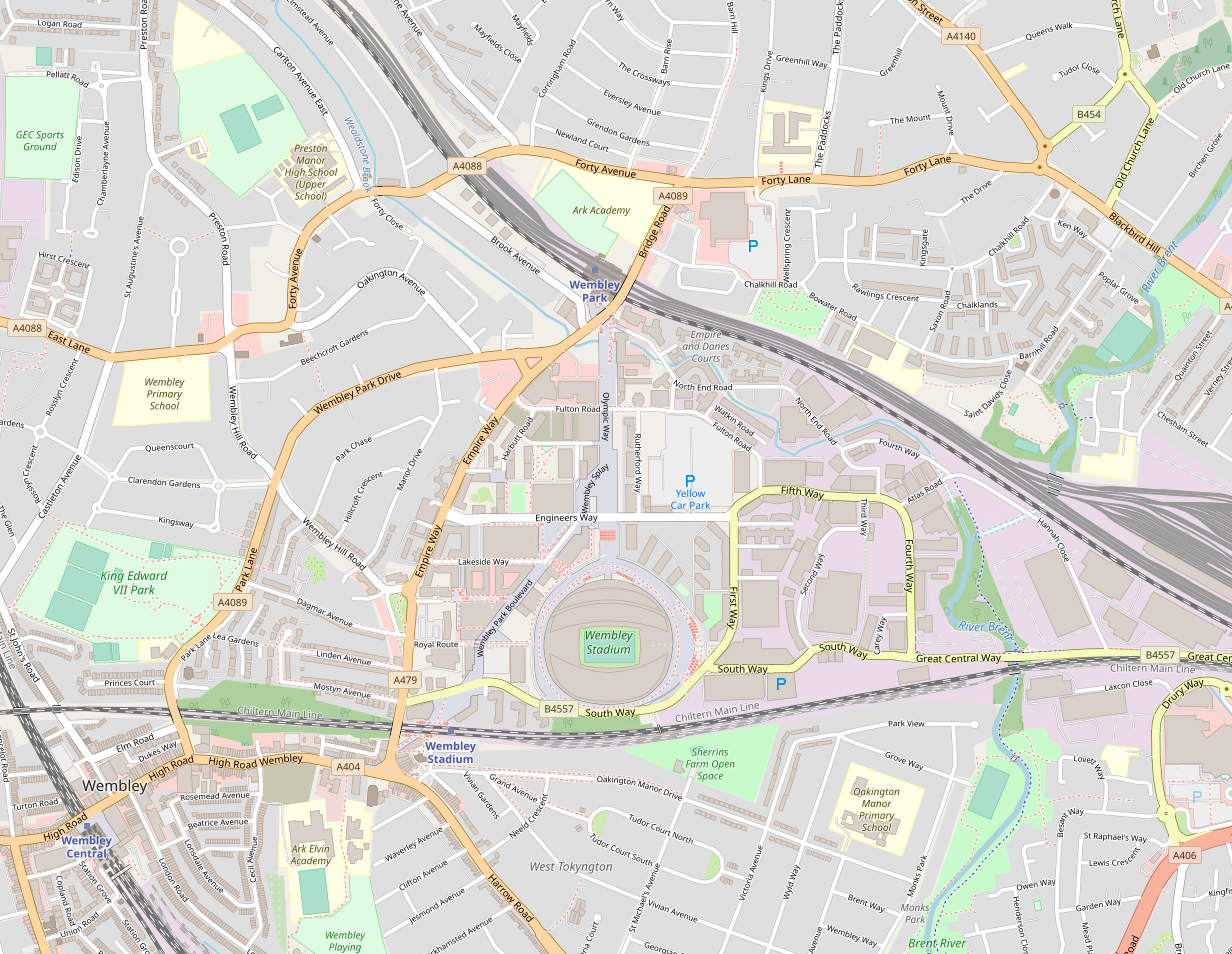
ウェンブリー・スタジアムとA406北環状道路（右下）の地図　周辺にはオリンピック・ウェイ、ウェンブリー・セントラル駅、ウェンブリー・スタジアム駅、ウェンブリー・パーク駅がある。

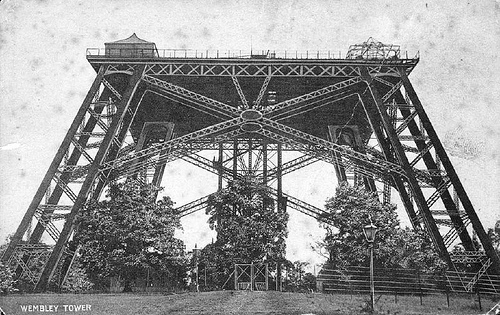
ワトキンズ・タワーの1段目（1900年頃）　1段しか完成しなかった。

### 開業前
1880年まで、インナー・ロンドンの外にあるメトロポリタン鉄道（MR）の路線はウィルズデン・グリーン駅までしか走っていなかった。1879年前半に工事が始まり、ハーロー＝オン＝ザ＝ヒル駅まで延伸した。途中駅としてキングスベリー・ニーズデン駅を建設した。ハーロー＝オン＝ザ＝ヒル駅への運転は1880年8月2日に始まり、MRの路線（現在のメトロポリタン線）はミドルセックスまで延伸された。このとき、ウェンブリーは人がまばらに住む田舎で、鉄道駅を建設する利点がなく、MRの車両は止まらずに通過した。1973年のBBCのドキュメンタリー『メトロ・ランド』で、サー・ジョン・ベッチェマンは次のように述べた。「ニーズデンを超えると、取るに足らない集落があり、何年もメトロポリタンは停車しようともしなかった。それがウェンブリーである。ぬかるんだ畑と牧草地が広がっている。」しかし、当時のMRの会長エドワード・ワトキンは野心的な実業家で、乗客をロンドンからMRの路線へ集める方法を新たに探しており、ウェンブリーの不毛の土地をビジネスチャンスであると考えた。
ニーズデンを超えると、取るに足らない集落があり、何年もメトロポリタンは停車しようともしなかった。それがウェンブリーである。ぬかるんだ畑と牧草地が広がっている。
—ジョン・ベッチェマン、『メトロ・ランド』（1973年）

### 駅の開業
1881年にワトキンはMRの路線の近くに広大な土地を購入し、ウェンブリーに遊園地（ウェンブリー・パーク）を建設するため、大掛かりな計画に着手した。ウェンブリー・パークには、ボート遊びができる湖、滝、観賞用の庭園、クリケットとサッカーの競技場が設置された。ウェンブリー・パークの中央はワトキンズ・タワーという名前の空にそびえる金属の塔になる予定であった。ワトキンズ・タワーは1,200フィート (366 m)でエッフェル塔より高く、周囲の田園地方の全景を見渡すことができる予定であった。ベーカー・ストリート駅から当駅までわずか12分である。当駅はMRでウェンブリー・パークに遠出するときの目的地になるように特別に建設された。1893年10月14日に初めて開業し、当初はウェンブリー・パークでサッカーの試合が開催される土曜日のみ運行していた。1894年5月12日に全面的に開業した。
ワトキンは大勢の人がウェンブリー・パークに集まると自信を持って予測し、たくさんの乗客に対処するため、鉄道駅の設計図に追加のホームを組み入れた。ワトキンズ・タワーは構造上の問題と財政上の困難にぶつかった。ワトキンズ・タワーは完成せず、建設途中の建造物は1904年に取り壊された。こうした事情にもかかわらず、ウェンブリー・パーク自体は依然として人気のある名所であり、繁盛していた。
1890年代後半にグレート・セントラル鉄道のロンドン延長線がMRの線路の隣に建設された。ロンドン延長線は駅舎の下を通っていたが、ロンドン延長線の車両が当駅に止まることはなかった。1905年にMRの線路は電化され、電車が初めて運行された。1913年から1915年の間に、MRは線路容量を2倍にするため、さらに線路を追加した。
1915年からMRは郊外の住宅開発のため、バッキンガムシャー、ハートフォードシャー、ミドルセックスの余った土地を売却する計画に着手した。MRのメトロポリタン鉄道地方不動産会社はウェンブリー・パークなどの土地をメトロ・ランドという名称で売り込み、ロンドン中心部への交通の便が良く、美しい田園地方にある近代的な住宅として宣伝した。1924年の大英帝国博覧会 を主催するためにウェンブリーの遊園地の土地が選ばれたので、MRはその土地を売った。大英帝国博覧会のために建設されたブリティッシュ・エンパイア・エキシビション・スタジアムはのちにウェンブリー・スタジアムになった。ウェンブリー・スタジアムはサッカーイングランド代表の本拠地になった。

### スタンモア支線とベーカールー線
1932年12月10日にMRはウェンブリー・パーク駅から北にあるスタンモア駅までの支線を開業した。当初、MRはウェンブリー・パーク駅から南にあるベーカー・ストリート駅までの駅にすべて止まっていたが、この路線はベーカー・ストリート駅へ向かう線路の容量が限定されていたため混雑していた。MRとその他のロンドンの地下鉄を合併し、1933年にロンドン旅客運輸公社（LPTB）を設立したことを受けて、LPTBはベーカールー線のトンネルを新しく建設し、混雑を緩和する対策を講じた。このベーカールー線のトンネルは、ベーカー・ストリート駅からフィンチリー・ロード駅の南にあるメトロポリタン線の線路をつないだものである。1939年11月20日から、ベーカールー線はウェンブリー・パーク駅とフィンチリー･ロード駅の間のメトロポリタン線とスタンモア支線を引き継いだ。

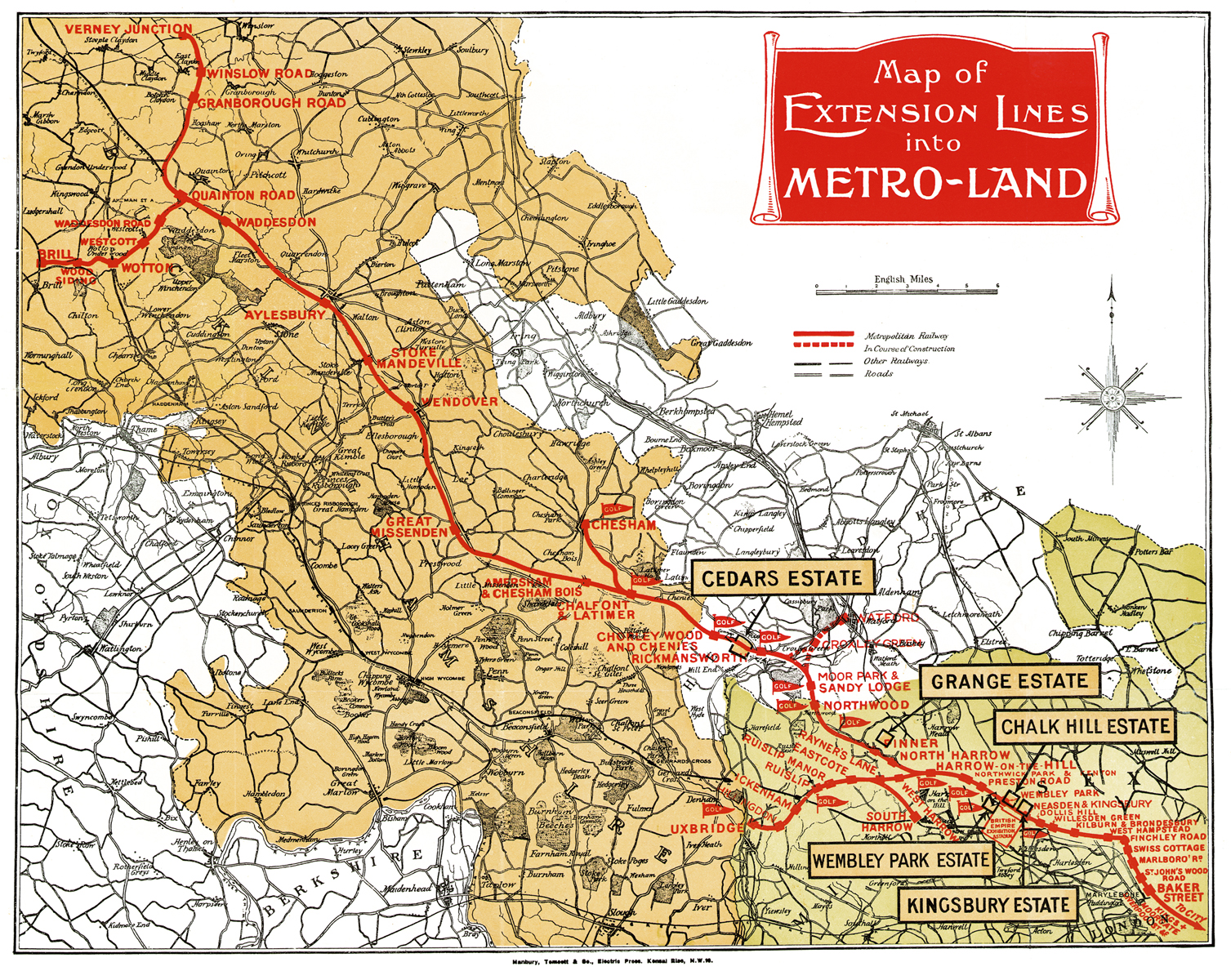
メトロランドを宣伝する1924年の地図　ウェンブリー・パークとブリティッシュ・エンパイア・エキシビション・スタジアムが記載されている。

### 1948年ロンドンオリンピック
第二次世界大戦後、1948年のオリンピックの開催地にロンドンが選出された。ウェンブリー・スタジアムを訪れる観客が通常と異なる人数になることに対処するため、もともとあった駅舎を増築し、切符売り場を新しく設置し、通路とホームの階段を追加した。この増築には赤れんが造りの近代建築様式が採用された。1979年5月1日のジュビリー線の開業で、ベーカー・ストリート駅からスタンモア駅のベーカールー線がジュビリー線に移管された。

### UEFA EURO '96

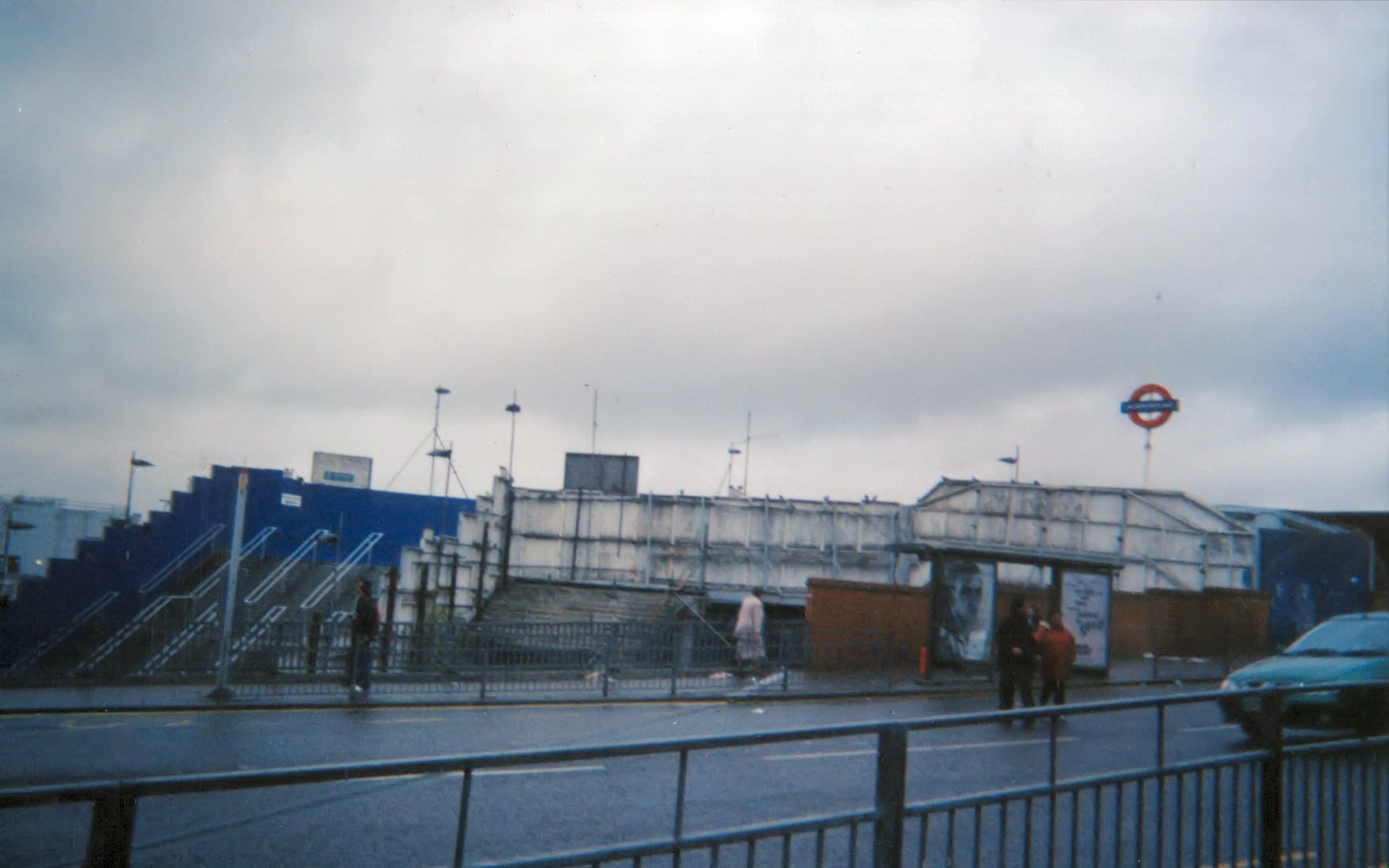
1996年のウェンブリー・パーク駅の増築部分　2004年まで使用された。

UEFA欧州選手権が1996年にウェンブリーで開催される際に、大きな仮設階段が建設された。この仮設階段は1948年の増築部分から続いており、新築されたBobby Moore Bridgeの下を通っていた。Bobby Moore Bridgeは1993年に開通した。この仮設階段は一時的な建造物であったため、駅の改築が始まる2004年まで未完成のままになっていた。

### 改築と増築
2000年代の前半にウェンブリー・スタジアムの再開発の一環として、当駅は全体的に改築・増築され、収容能力を70％増やした。費用は8000万ポンドかかった。切符売り場を大幅に広げ、跨線橋を追加し、オリンピック・ウェイにつながる階段を広げ、段差なしで利用できるようにエレベーターを5ヶ所設置した。イベント開催時の人混みに対処するため、イベント開催時の出入り口も建設した。チューブ・ラインズが工事を請け負った。ウェンブリー・スタジアムの工事が遅れ、スタジアム完成前の2006年に当駅の増築が完了した。チルターン・レイルウェイズにホームを追加で提供することが検討されたが、この計画は進まなかった。
2020年代の前半にロンドン交通局は、駐車場として利用されていた当駅に隣接する土地について、新規の住宅開発を提案した。この開発はバラット・ホームと合同で450戸を超える住居を開発することが計画されており、2020年12月にブレント区議会に承認された。

## 配置
現在、ロンドン地下鉄の6つの線路がある。中央にジュビリー線の線路が2つあり、その両脇にメトロポリタン線の低速列車の線路と高速列車の線路（一番外側）がある。混み合う時間帯には快速と準快速がある（朝のラッシュ時には南方面、夕方のラッシュ時には北方面）。南方面行きの快速と準快速は当駅を通過し、北方面行きの快速と準快速はたまに通過する。実際には、南方面行きの快速と準快速は当駅を通過するため、6番線のホームはほとんど使用されない。メトロポリタン線とジュビリー線は当駅で始発や終着になることがある。当駅で終着となるジュビリー線は運転に使用する線路の間にある当駅の北側の側線を通して折り返す。一方、当駅で終着となるメトロポリタン線は折り返しのために高架下の線路やニーズデンの車両基地を使う。

## バス路線
ロンドンバスの83、182、206、223、245、297系統が当駅に乗り入れている。

## 今後の開発
2000年代前半に、当駅を経由してブレント・クロスとサービトンの間に地下鉄を通すことが提案された。この提案はウェスト・ロンドン・オービタル案に引き継がれた。ウェスト・ロンドン・オービタルは既存の線路を使って地上を走る路線であり、当駅を経由しない。この案はまだ提案段階で、今のところ承認されておらず、資金を提供されていない。
ウェンブリー・パークからノース・アクトンを通る短距離区間のバスとしてFastbusが提案された。

## ギャラリー

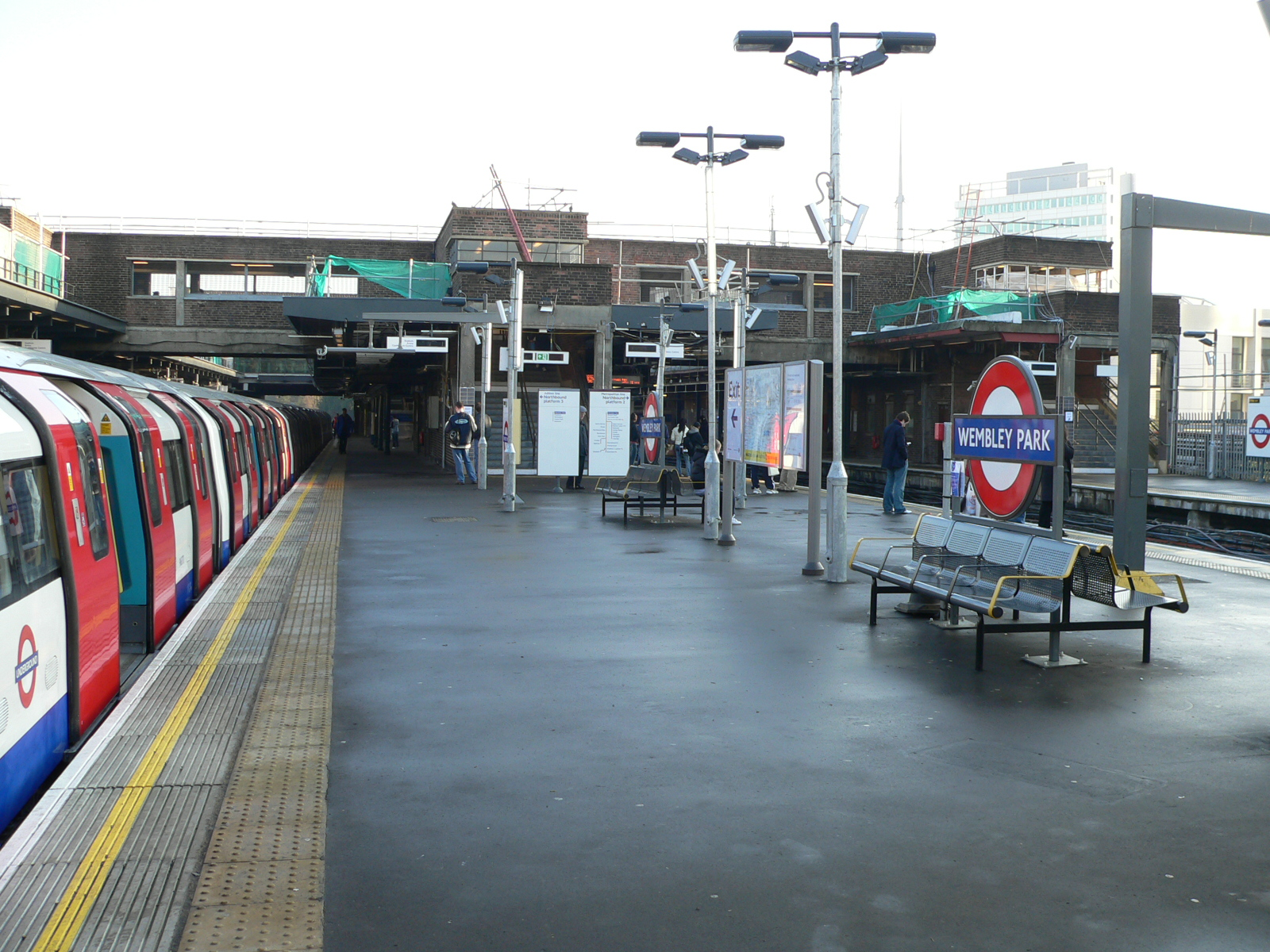
ウェンブリー・パーク駅
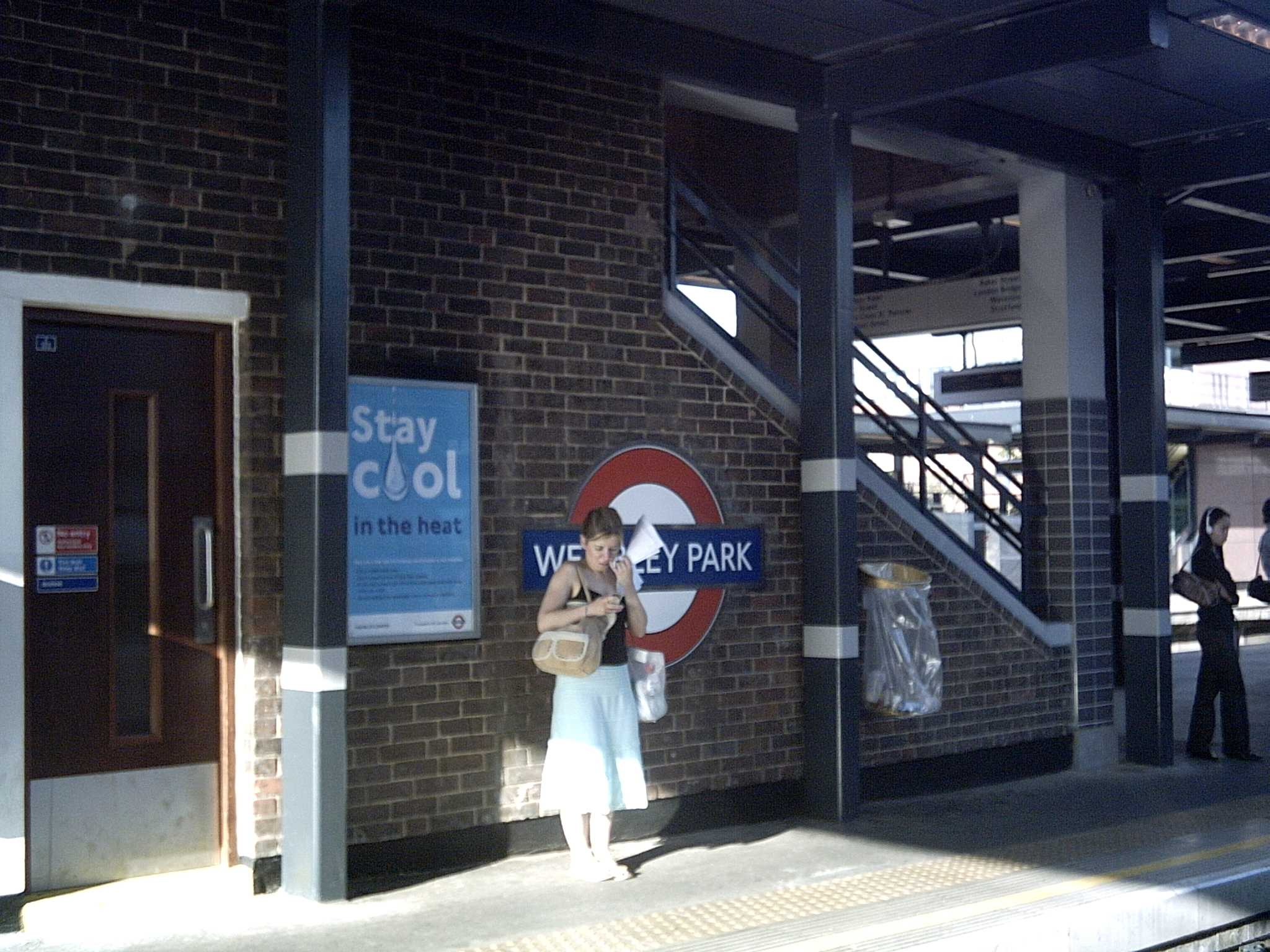
北方面行きのジュビリー線の車両から見た駅のホーム
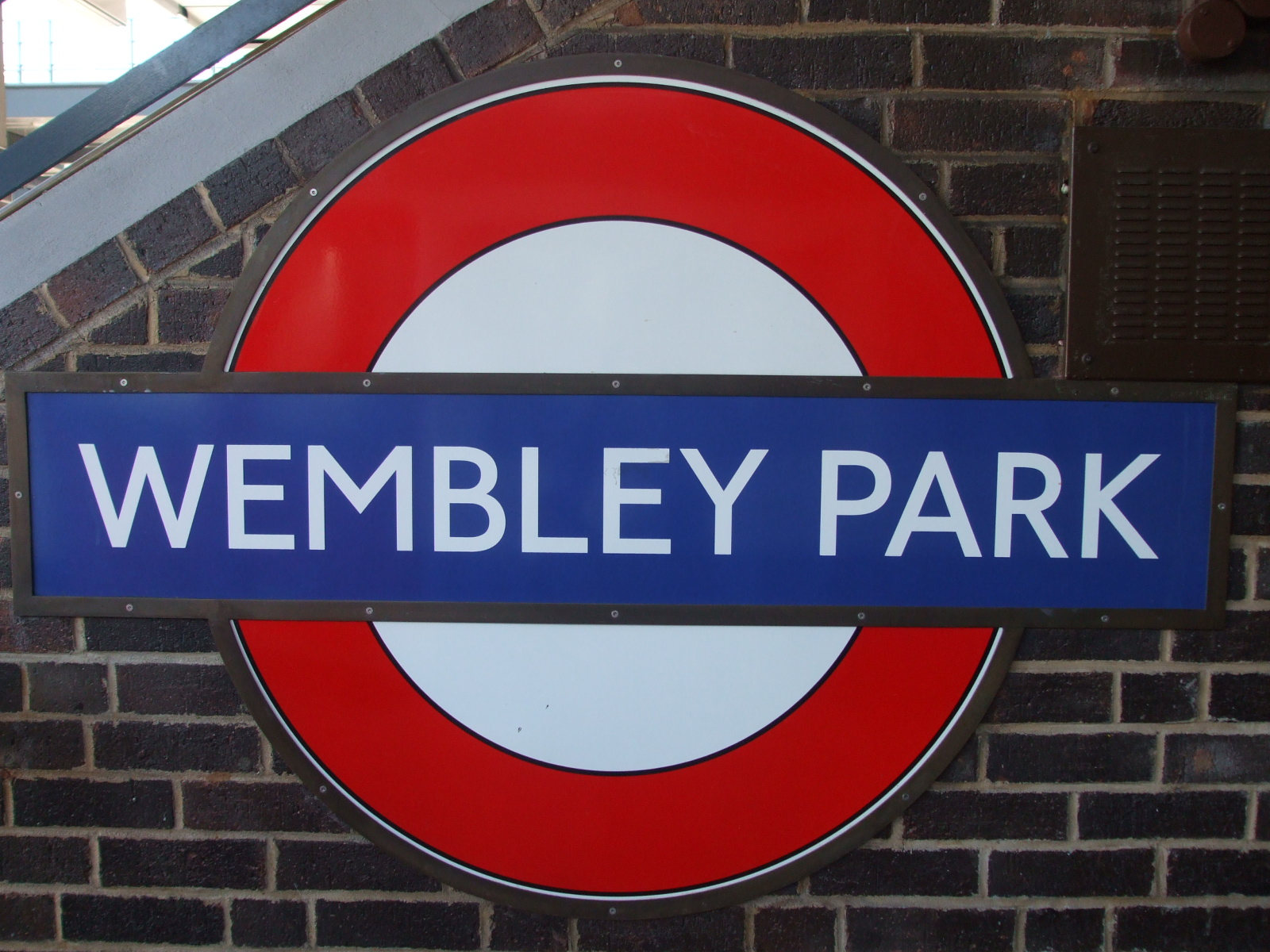
北方面行きのメトロポリタン線のラウンデル
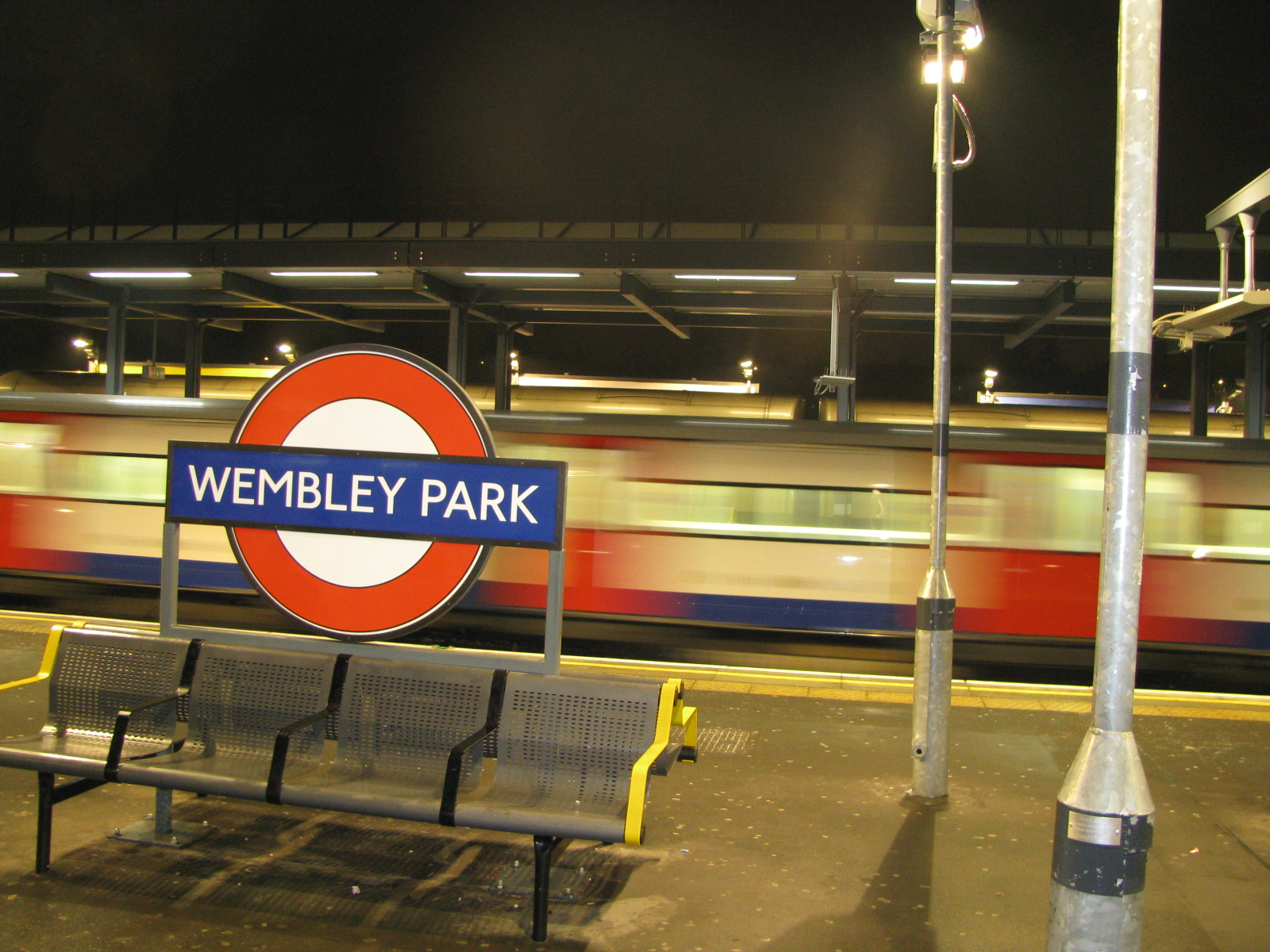
ジュビリー線の列車の到着
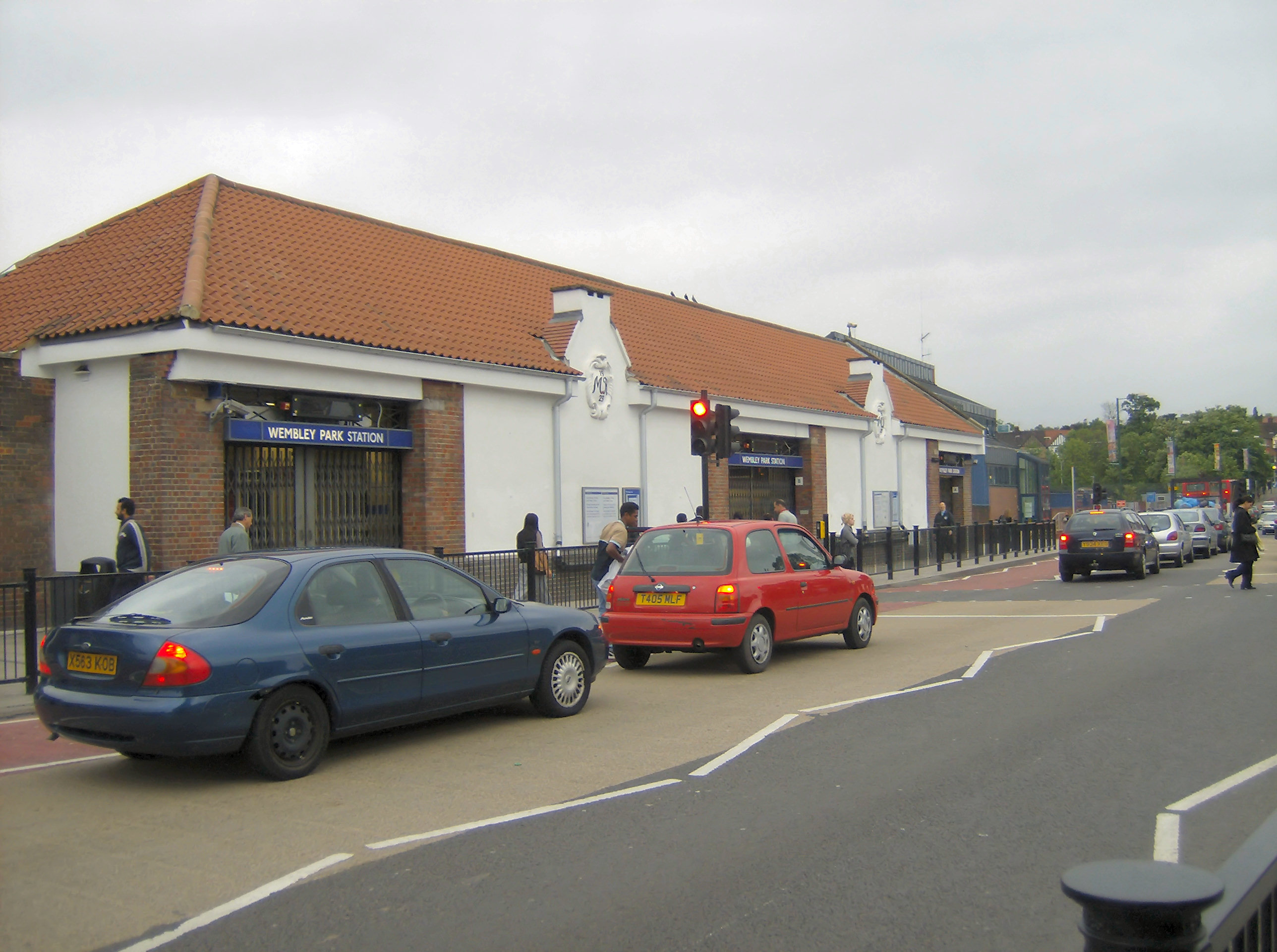
以前の駅舎
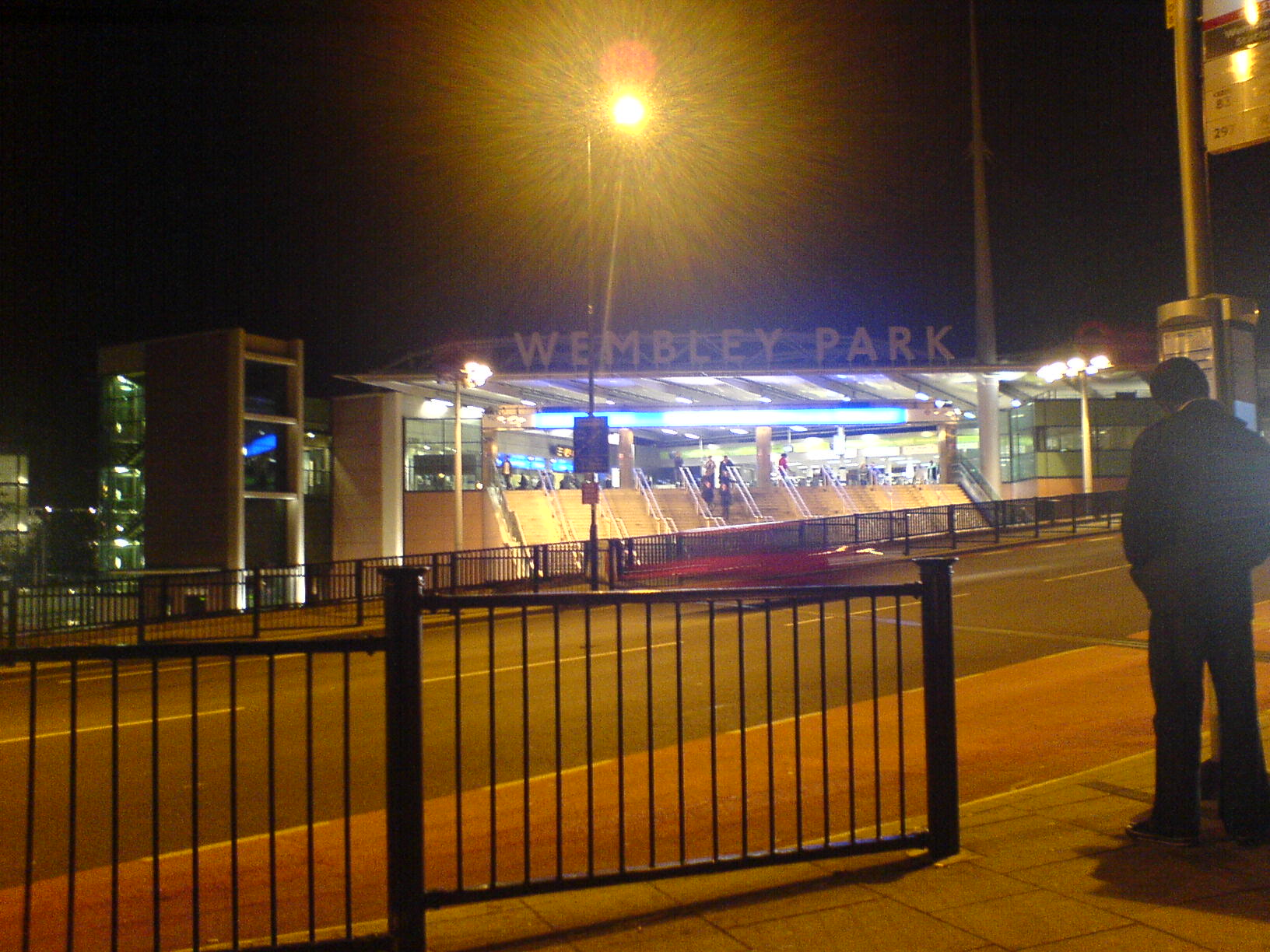
夜間に通りの向こう側から見たウェンブリー・パーク駅
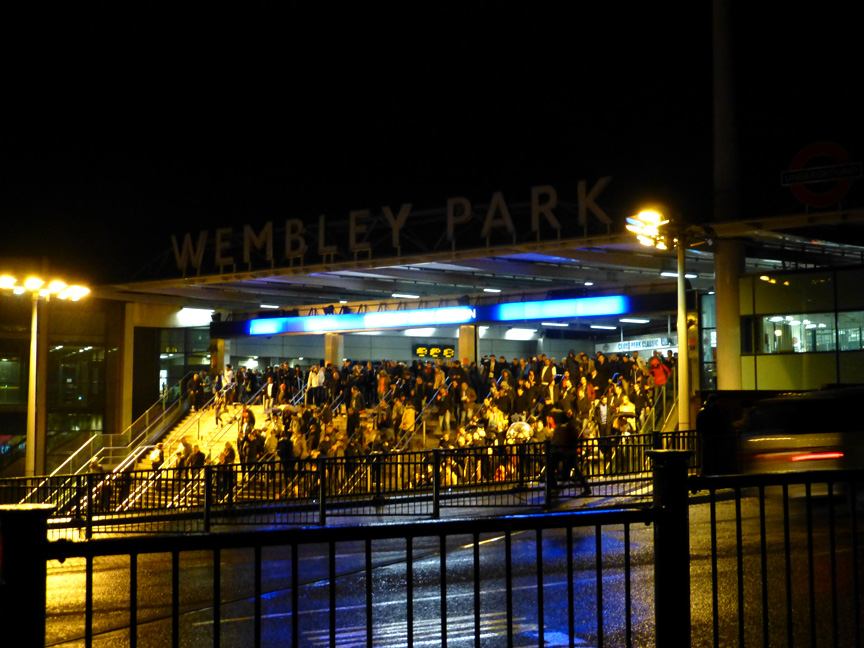
イングランド対モンテネグロ戦の前のウェンブリー・パーク駅（2013年10月11日）
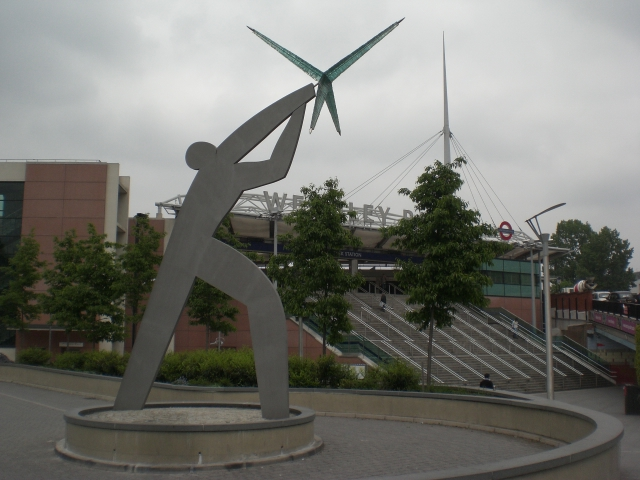
星を捕まえる人の像　Danny Laneによってデザインされた。